# Jarząb pośredni
Jarząb pośredni (Sorbus hybrida L.) – gatunek rośliny z rodziny różowatych (Rosidae). Naturalnie występuje na Półwyspie Skandynawskim i w niektórych krajach Europy (Francja, Hiszpania, Rumunia, Szwajcaria, Anglia, Dania), ponadto jest uprawiany w wielu innych krajach świata i gdzieniegdzie rozprzestrzenia się jako uciekinier z upraw. Uważa się, że jest naturalnym mieszańcem jarząba szwedzkiego (S. intermedia) i pospolitego (S. aucuparia). Jarząb szwedzki z kolei jest utrwalonym mieszańcem jarząba pospolitego (S. aucuparia), mącznego (S. aria) i brekinii (S. torminalis).

## Morfologia
PokrójNieduże drzewo lub krzew o szerokostożkowatej koronie.
LiścieDługość do 10 cm. W dolnej części pierzaste, w górnej pierzasto klapowane, o ząbkowanych brzegach. Jesienią przebarwiają się na czerwonobrązowo. Podobne liście ma jarząb szwedzki, ale w dolnej części nie są pierzaste.
KwiatyBiałe, o średnicy około 1 cm, zebrane w duże podbaldachy.
OwocOwoc pozorny, czerwony, okrągławy, o średnicy ok. 1 cm.

## Zastosowanie
W Polsce jest uprawiany, głównie w parkach, zieleni miejskiej, przy drogach i w ogrodach botanicznych. Najlepiej rośnie w pełnym słońcu, na żyznej i wilgotnej glebie. Często uprawiany jest kultywar ‘Gibbsi’ charakteryzujący się obfitym kwitnieniem i osiągający wysokość do 9 m.